# Dendropanax trifidus
Dendropanax trifidus är en araliaväxtart som först beskrevs av Thunb., och fick sitt nu gällande namn av Tomitaro Makino och Hiroshi Hara. Dendropanax trifidus ingår i släktet Dendropanax och familjen Araliaceae. Inga underarter finns listade.

## Bildgalleri

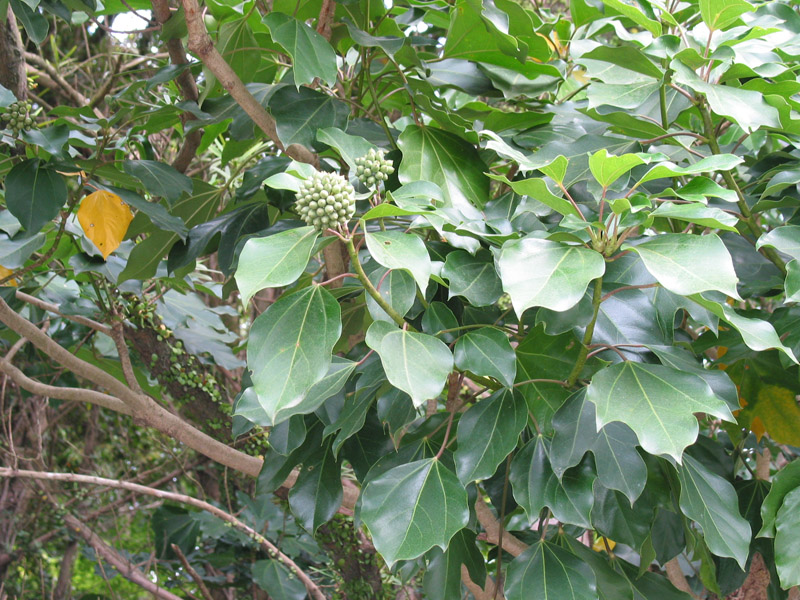
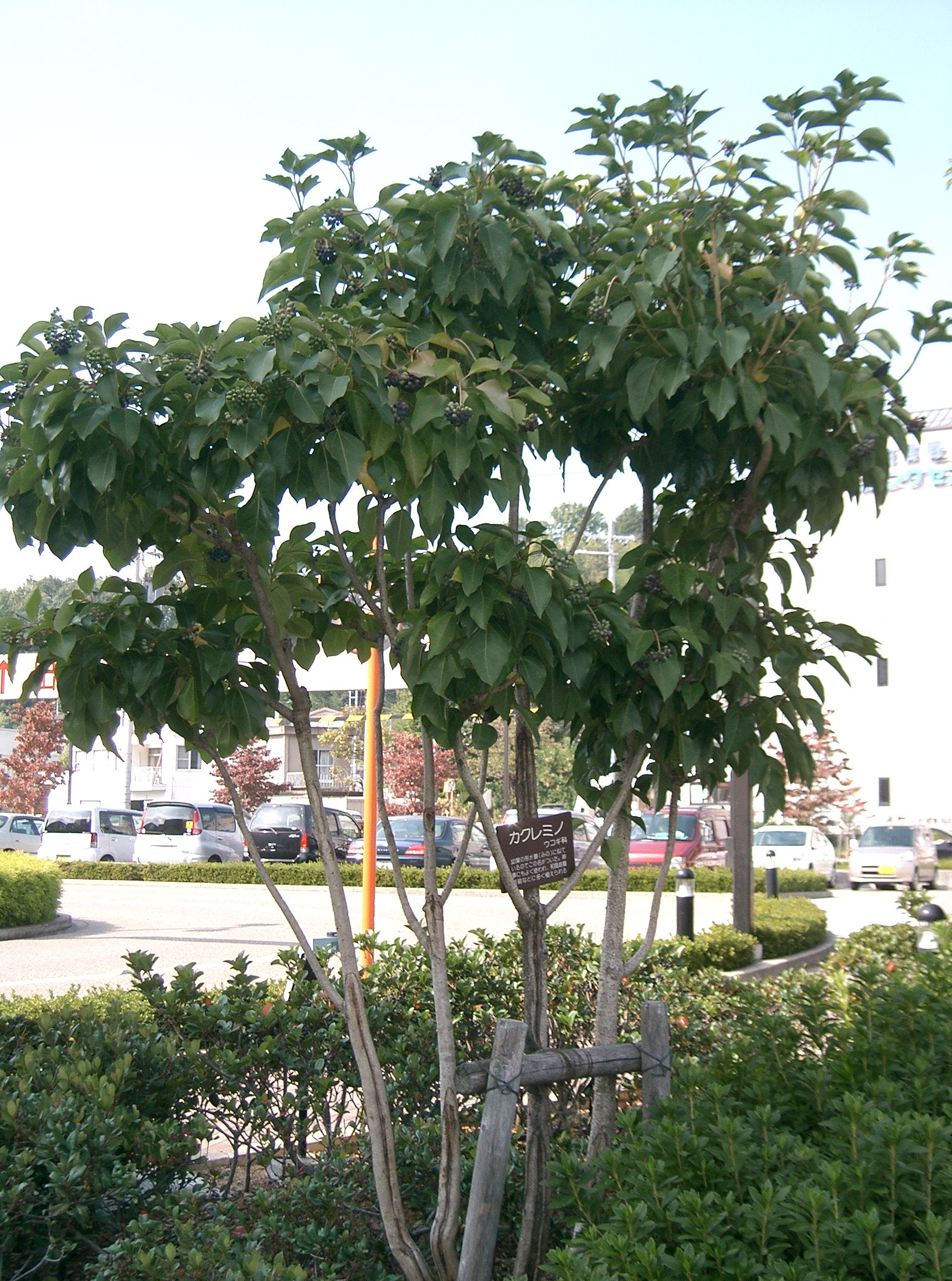
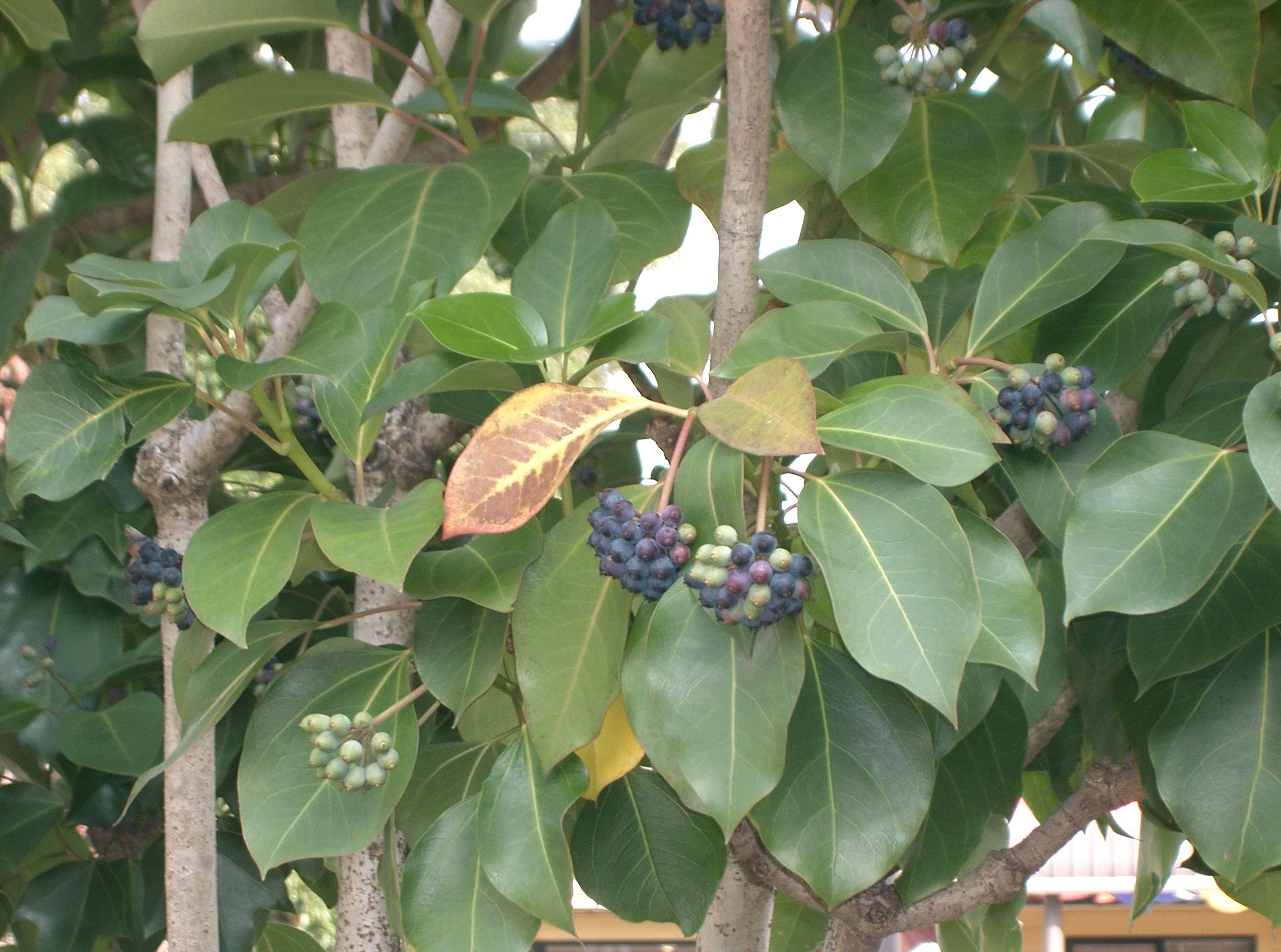
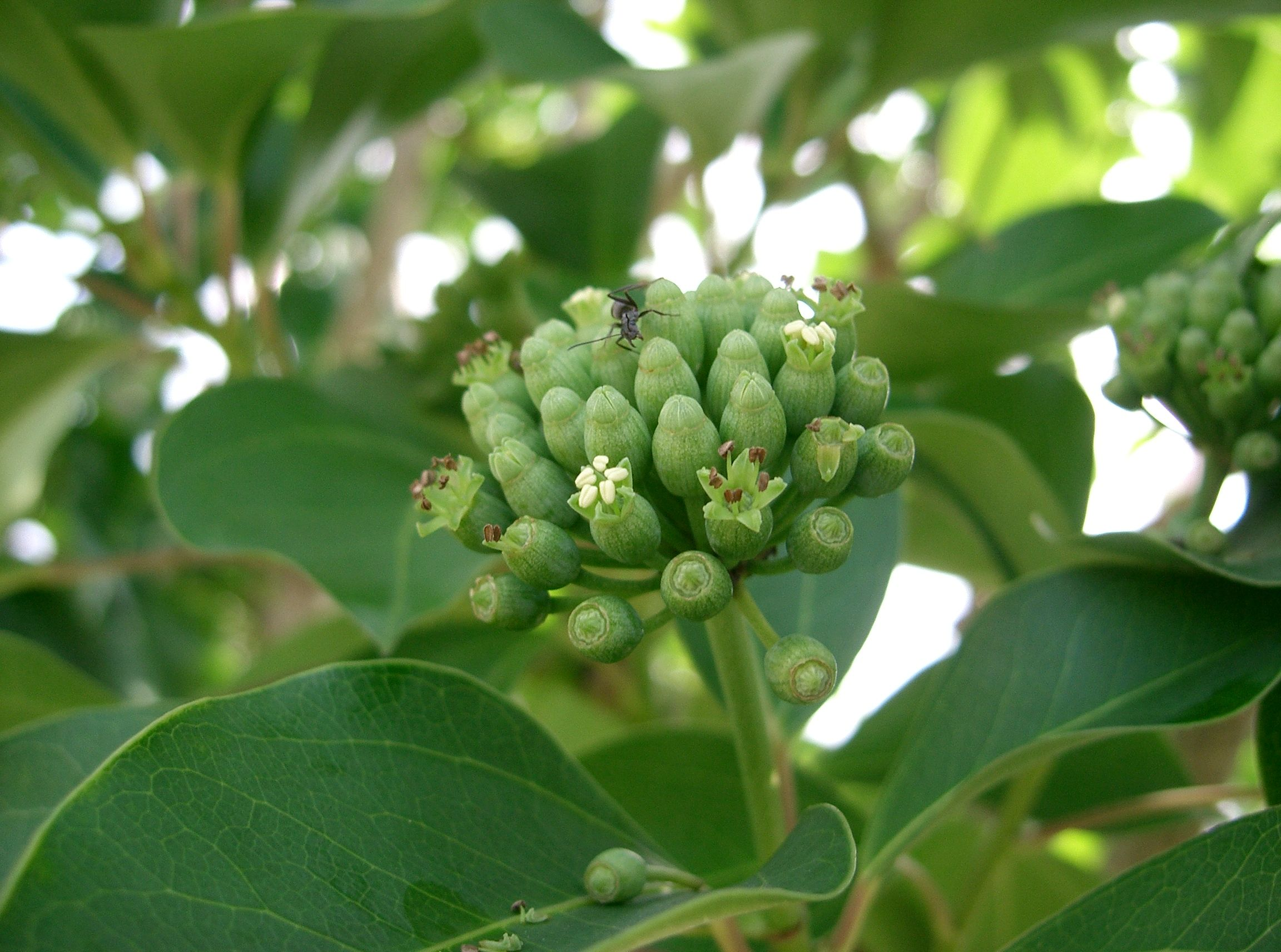